# Viel-Saint-Remy
Viel-Saint-Remy é uma comuna francesa na região administrativa de Grande Leste, no departamento das Ardenas. Estende-se por uma área de 22,63 km². Em 2010 a comuna tinha 297 habitantes (densidade: 13,1 hab./km²).